# Rhagovelia distincta
Rhagovelia distincta är en insektsart som beskrevs av Champion 1898. Rhagovelia distincta ingår i släktet Rhagovelia och familjen vattenlöpare. Inga underarter finns listade i Catalogue of Life.